# 利斯
利斯（德語：Lyss，德語發音：[ˈliːs]）是瑞士伯恩州的一个市镇，位於該國西北部，面積14.83平方公里，海拔高度444米，該地區自新石器時代有人類居住，2010年人口11,821，其中六成居民信奉基督教。

## 外部連結
- 官方网站（页面存档备份，存于）
- Chamber of economy Biel-Seeland